# Grégory Paisley
Grégory Paisley (Parigi, 7 maggio 1977) è un ex calciatore francese, di ruolo difensore.
Dopo essersi ritirato dal calcio giocato al termine della stagione 2011-2012, è divenuto giornalista sportivo di beIN Sport, emittente del gruppo di Al Jazeera.

## Palmarès
- Coppa di Lega francese: 1

Sochaux: 2003-2004